# Josef Kohlrus

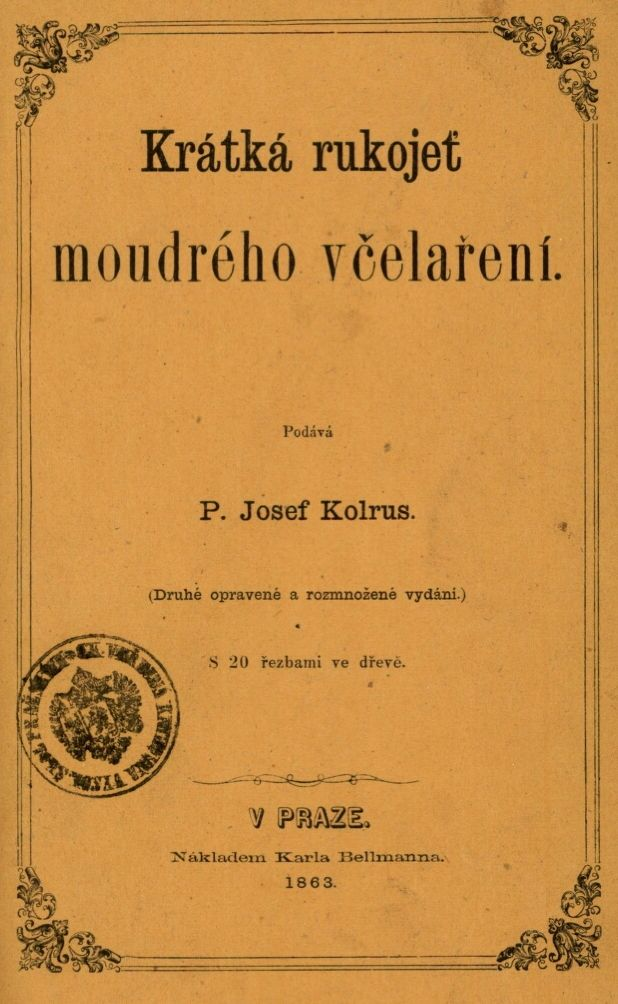
Krátká rukojeť moudrého včelaření, Kolrus

Josef Kohlrus (jinak též Kolrus, 7. dubna 1815 Kunkovice – 7. ledna 1893 Praha) byl český římskokatolický duchovní a chovatel včel.

## Biografie
Josef Kohlrus se narodil v Kunkovicích dne 7. dubna 1815. V roce 1842 byl vysvěcen na kněze a poté působil na několika místech Čech a Moravy, například ve Vlašimi a na Svaté Hoře u Příbrami. V roce 1858 byl ustaven zpovědníkem u sv. Víta v Praze, kde působil až do své smrti v lednu 1893.
Publikoval odborné, erudované texty o chovu včel a konstrukcích úlů na stránkách českých včelařských časopisů Včelař a Český včelař. V roce 1863 vydal knihu o včelaření určenou především pro učitele nazvanou Krátká rukojeť moudrého včelaření. O deset let později (1873) byl autorem knihy pro začínající včelaře: Tobolka českých včelařů : výběr důležitých úkonů včelařských sestavených dle měsíců roku jakož i upřímné rady pro začátečníky i méně zkušené včelaře.